# Кармасан (село)
Кармасан (баш. Ҡармасан) — село в Уфимском районе Республики Башкортостан Российской Федерации. Административный центр Кармасанского сельсовета.

## География

### Географическое положение
Находится на левом берегу реки Кармасан.
Расстояние до:
- районного центра (Уфа): 48 км,
- ближайшей ж/д станции (Уфа): 48 км.

## Население
| 2002 | 2009 | 2010 |
| ---- | ---- | ---- |
| 629  | ↗728 | ↘706 |

Национальный состав
Согласно переписи 2002 года, преобладающие национальности — татары (56 %), башкиры (37 %).

## Религия
В селе есть мечеть.